# Poço da Morte de Talheim
O Talheim Death Pit, descoberto em 1983, era uma vala comum encontrada em um assentamento Linear Pottery Culture, também conhecido como cultura Linearbandkeramik (LBK). Ele data de aproximadamente 5000 a.C. O nome do poço vem de seu local em Talheim, Alemanha. A cova continha os restos mortais de 34 corpos, e as evidências apontam para os primeiros sinais de violência organizada no começo do Neolítico Europeu.

## Evidências de violência
Acredita-se que a guerra tenha prevalecido mais em regiões primitivas e sem governo do que em estados civilizados. O massacre em Talheim apóia essa ideia, dando evidências de guerra habitual entre assentamentos Linearbandkeramik. É mais provável que a violência tenha ocorrido entre as populações LBK, uma vez que os ferimentos na cabeça indicam o uso de armas de culturas LBK e todos os esqueletos encontrados se assemelham aos dos colonos LBK.
O túmulo de Talheim continha um total de 34 esqueletos, consistindo de 16 crianças, nove homens adultos, sete mulheres adultas e mais dois adultos de sexo indeterminado. Vários esqueletos desse grupo exibiam sinais de traumas repetidos e curados, sugerindo que a violência era um aspecto habitual ou rotineiro da cultura. Nem todas as feridas, no entanto, foram curadas no momento da morte. Todos os esqueletos em Talheim mostraram sinais de trauma significativo que provavelmente foi a causa da morte. Repartidos em três categorias, 18 crânios foram marcados com feridas que indicam a ponta afiada da adzes do Linearbandkeramik ou cultura da cerâmica linear (LBK); 14 crânios foram marcados de forma semelhante com feridas produzidas a partir da extremidade cega de enxós, e 2–3 tinham feridas produzidas por flechas. Os esqueletos não exibiam evidências de ferimentos defensivos, indicando que a população estava fugindo quando foi morta.